# Карабиха (музей-заповедник)
Государственный литературно-мемориальный музей-заповедник Н. А. Некрасова «Кара́биха» расположен в деревне Карабиха Ярославского района Ярославской области, в 15 км южнее географического центра Ярославля (по старому Московскому шоссе), близ посёлка городского типа Красные Ткачи. На его территории расположены старинная усадьба, ряд хозяйственных построек и два парка.

## История

### «Донекрасовский» период
- До начала XVIII века в окрестностях современной Карабихи располагалось село Богородское.
- 1711 год: владельцем села Богородское и прилегающих земель становится княжеский род Голицыных.
- 1740-е годы: по заказу Голицына Николая Сергеевича неизвестный архитектор начинает строительство усадьбы на Карабитовой горе. Усадьба получает название «Карабиха», а село становится одноимённым.
- 1785 год: имение переходит в наследство его сыну Голицыну Михаилу Николаевичу, назначенному в 1801 году ярославским гражданским губернатором, брату Голицына А. Н. известного фаворита Александра I.
- Начало XIX века: Голицын М. Н. начинает реконструкцию родового имения, в результате которой усадебный ансамбль принимает облик парадной резиденции, соответствующий статусу владельца. Практически в этом виде усадебный комплекс сохранился до наших дней.
- После смерти М. Н. Голицына усадьба остаётся без хозяина и ветшает. Получивший её в наследство сын Михаила Николаевича Валериан был арестован за участие в движении декабристов и осуждён на ссылку в Сибирь, затем на службу на Кавказе, а когда вернулся, предпочитал другие усадьбы. После его смерти в 1859 году его жена Дарья Андреевна продала усадьбу.[1]

### «Некрасовский» период
- 1861 год: Н. А. Некрасов приобретает усадьбу для летнего отдыха. Хозяйственные заботы берёт на себя поселившийся с Н. А. Некрасовым его брат Фёдор Некрасов.
- 1861—1875 годы: здесь поэт живёт десять летних сезонов и пишет поэмы «Мороз, Красный нос» (посвящена поэтом своей сестре Анне[2]), «Русские женщины», «Дедушка»[3], работает над «Кому на Руси жить хорошо». Сочиняет стихотворения «Орина, мать солдатская», «Калистрат», «Дед Мазай и зайцы» и другие.
- 1875 год: Некрасов в последний раз посещает свою усадьбу. Навещает могилу матери в Аббакумцево, осматривает основанную им сельскую школу. Побывал в [Грешнево], где на пепелище старого некрасовского дома, сгоревшего незадолго перед тем, его брат открыл трактир.

### «Посленекрасовский» период
- 1918 год: усадьба национализирована и отнесена к памятникам истории, но после Гражданской войны здесь размещается совхоз «Бурлаки».
- 5 декабря 1946 года: принято постановление Совета Министров СССР «О мероприятиях по увековечиванию памяти Н. А. Некрасова в связи со 125-летием со дня рождения». Как результат была произведена реставрация усадьбы, и в ней был организован мемориальный музей Н. А. Некрасова, который стал филиалом краеведческого музея.
- 1 января 1988 года: музей-усадьба Н. А. Некрасова преобразуется в Государственный литературно-мемориальный музей-заповедник Н. А. Некрасова «Карабиха» с филиалами в Аббакумцево и Грешнево.
- 6 июля 2002 года: в день XXXV Всероссийского Некрасовского праздника поэзии после 10-летней реставрации открывается Большой дом усадьбы.
- 3 июля 2010 года: в день XXXXIII Всероссийского Некрасовского праздника поэзии после 14 лет реставрации для посетителей открыл двери мемориальный Восточный флигель усадьбы.

## Экспозиции

### Архитектура

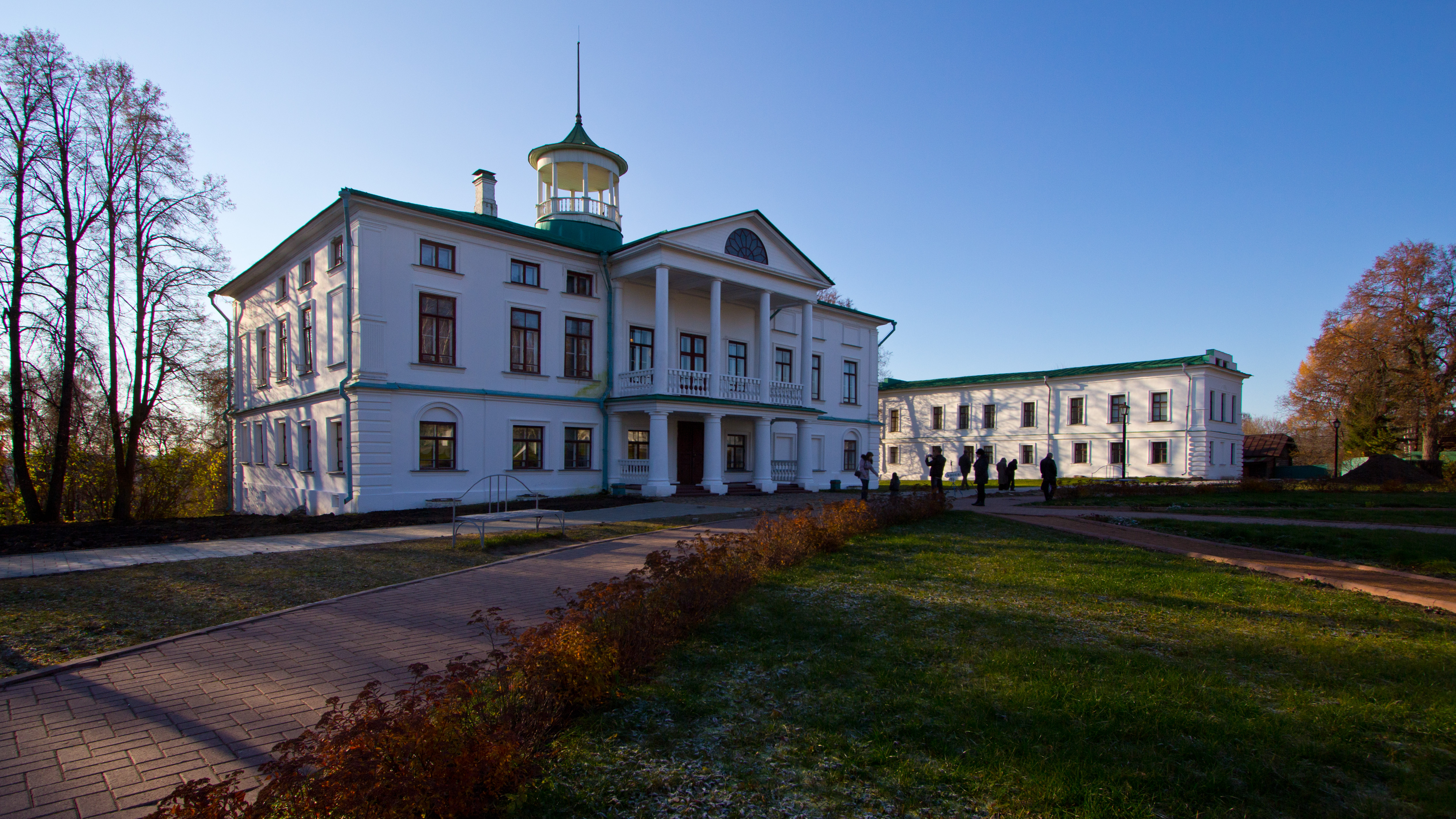
Барский дом в Карабихе

Территория музея включает в себя следующие площади:
- экспозиционно-выставочная площадь — 401 м²
- временные выставки — 151 м²
- фондохранилища — 201 м²
- парки — 15 га

«Карабиха» — единственный в Ярославской области усадебный комплекс второй половины XVIII — начала XX веков, сохранивший свой первоначальный архитектурный облик и относящийся к усадьбам дворцового типа, характерного для эпохи классицизма и распространённого, в основном, в окрестностях Москвы. Композиция ансамбля слагается из трёх составляющих: главный дом и два флигеля, ранее соединённых между собой двухэтажными галереями.
Архитектура усадебного комплекса включает в себя следующие объекты:
- Центральная усадьба: здесь сохранились планировка и элементы оформления интерьеров, относящихся к концу XVIII — началу XIX веков.
- Здания флигелей: сохранены элементы более раннего периода. Например, фрагменты барочных наличников и оконные проёмы с полуциркульным завершением в Восточном флигеле, характерные для XVII — начала XVIII веков.
- Верхний парк: расположен перед домом, французского типа: здесь кустарники и деревья аккуратно подстрижены, расположение каждого объекта геометрически чёткое.
- Нижний парк: расположен за домом, английского типа: создает впечатление «дикорастущести», но каждое дерево растёт на определённом планировщиком месте. На большой поляне этого парка Н. А. Некрасов устраивал чтения.
- Верхний и нижний Большие пруды.
- Каскад «Гремиха» — ручей, огибающий Нижний парк и образующий мелкие пруды и водопады
- Хозяйственные постройки (каретник, конный двор, кузница и др.).

### Коллекция
Собрание музея насчитывает около 25 тысяч экземпляров, среди которых:
- предметы интерьера, усадебной обстановки
- личные вещи жителей усадьбы, портреты
- значительная коллекция любительских фотографий 1880—1920 годов с видами усадьбы и портретами её владельцев
- свыше 18 тыс. единиц редких книг и журналов XVIII — начала XX веков (здесь представлены первые издания Н. А. Некрасова, множество прижизненных и посмертных изданий, 10 книг из личной библиотеки поэта, а также журналы, в которых Н. А. Некрасов сотрудничал, и журналы, которые он издавал)
- коллекция стеклянной и хрустальной посуды XIX века (23 предмета). Этот клад нашли во время реставрации здания в 1996 году
- письмо А. И. Мусина-Пушкина владельцу усадьбы М. Н. Голицыну (1808 год). Его вместе с другими документами и фрагментами фарфоровой посуды реставраторы нашли в 1997 году.